# Lemon Drop
Ne doit pas être confondu avec The Lemon Drops.
Le Lemon Drop est un cocktail à base de vodka au goût aigre-doux citronné,, dans lequel les saveurs aigre-douces s'équilibrent,. Il est préparé avec du jus de citron, du triple sec et du sucre fin,. Il a été décrit comme une variante ou évolution du vodka martini. Il est généralement straight up, c'est-à-dire d'abord refroidi avec de la glace pilée, puis versé dans une passoire.

## Histoire
La boisson a été inventée dans les années 1970 par Norman Jay Hobday, fondateur et barman du Henry Africa's Bar à San Francisco, qui a ouvert ses portes en 1969 dans le quartier de Russian Hill,,,,. Elle était à l'origine servie dans un verre à cocktail,,,.
Le nom est probablement dérivé de lemon drops dans les pays anglophones,. Après son invention, le cocktail se diffuse rapidement dans de nombreux bars de San Francisco.

## Cinéma et télévision
En 2006, Oprah Winfrey et Rachael Ray ont fait une démonstration de la préparation du Lemon Drop dans l'émission The Oprah Winfrey Show,, ce qui a fait monter en flèche la popularité de cette boisson.